# Nelson Vásquez Lara
Nelson Vásquez Lara, es Profesor de Historia y Geografía, Licenciado en Historia. Magíster en Historia. Actualmente se desempeña como rector de la Pontificia Universidad Católica de Valparaíso (PUCV).
Es profesor delInstituto de Historia de la Pontificia Universidad Católica de Valparaíso (PUCV) desde 1992. En la2000 fue Consejo Superior y luego decano de la Facultad de Filosofía y Educación de dicha Casa de Estudios Superiores. En el 2010, asumió como Vicerrector Académico, ejerciendo dicho cargo entre el 2010 y el 2022. Desde el 2022, ejerce como rector de su Universidad.
Ha sido columnista en medios como El Mostrador o el «Observatorio de Historia y Política», instancia ligada al área de actualidad del Instituto de Historia de su alma mater. En estos sitios, recurrentemente ha reflexionado sobre el rol que debe tener la institución universitaria del siglo XXI en medio de la era digital que la contextualiza.

## Biografía
Vásquez inició su vida académica en 1992 tras licenciarse en historiografía (1990) y titularse como profesor de Historia y Geografía (1991). De ese modo, comenzó a integrar la planta académica del Instituto de Historia de la Pontificia Universidad Católica de Valparaíso (PUCV) en los años 90', donde, durante el periodo 1996–1999, fue jefe de Extensión del Instituto, además de coordinador de prácticas docentes. A fines de esa década también fue Jefe de Docencia del Instituto de Historia (1999–2000).
En 2003, completó su magíster en Historia en su alma mater, lo cual compaginaría con su doctorado en Didáctica de la Historia y las Ciencias Sociales (2004) en la Universidad de Barcelona, el que consiguió un año después a su maestría.
Tras doctorarse, logró consagrarse como profesor jerarquizado en la PUCV, puesto desde el que volvió a contribuir a la coordinación de práctica docente entre el año 2003 y 2008. Dos años más tarde, con la llegada de Claudio Elórtegui Raffo a la rectoría, Vásquez colaboró en los tres periodos sucesivos de Elórtegui (2010–2022) como vicerrector.
El 26 de julio de 2022, Vásquez asumió oficialmente como rector de su alma mater, la Pontificia Universidad Católica de Valparaíso.